# Айк (ураган)
Ураган «Айк» — пятый ураган сезона 2008 года, приближавшийся к юго-восточному побережью США. Возник из тропического циклона 1 сентября. 4 сентября урагану была присвоена четвёртая степень опасности. Диаметр шторма составлял более 900 км. За время существования прошёл по Инагуа (7 сентября) Кубе (8 и 9 сентября) и Техасу (13 сентября), причинив значительный ущерб. 15 сентября, после ослабевания до статуса внетропического циклона, был поглощён другим циклоном.

## Метеорологическая история
История урагана Айк начинается с хорошо выраженной тропической волны, впервые обнаруженной Национальным центром по ураганам на западном побережье Африки 28 августа. Обширная зона низкого давления продолжала продвигаться на запад и была классифицирована как тропическая депрессия 1 сентября в 6:00 по UTC. К этому времени циклон прошёл 1260 км к западу от Кабо-Верде. Хотя пост-анализ показал, что депрессия достигла силы тропического шторма в 12:00, Национальный ураганный центр начал выпускать рекомендации лишь спустя три часа. В течение следующих нескольких часов, в урагане возникли новые полосы дождя, но он не смог достичь централизованной зоны конвекции из-за присутствия сухого воздуха к югу от шторма и его местоположения в области с лишь незначительно благоприятными температурами поверхности моря. Эти факторы также повлияли на медленное развитие урагана после его формирования.
Постепенное укрепление Айка начало ускоряться рано утром 3 сентября с усилением интенсивной дождевой полосы вокруг центра шторма. Сделанный примерно в 15:00 UTC, микроволновый снимок показал, что в усиливающемся тропическом циклоне начал проясняться глаз урагана. Продолжая отслеживать двигающийся на северо-запад циклон, ураганный центр присвоил ему статус урагана в 18:00 UTC на основании спутниковых снимков.
В это время центр Айка находился в 1110 км к северо-востоку от Подветренных островов и продолжал двигаться на северо-запад из-за ослабления субтропического хребта к северо-востоку. Размещение Айка в районе, где практически отсутствует сдвиг ветра, позволило урагану резко усилиться, несмотря на неблагоприятные ветры на высотах с севера, достигнув статуса огромного урагана всего через шесть часов после того, как его признали ураганом. 4 сентября в 6:00 UTC Айк достиг пика скорости ветра в 230 км/ч и минимального давления в 935 мбар (701 мм ртутного столба). Достигнув пика силы, гребень высокого давления на западе урагана усилился, в результате чего Айк двинулся на юго-запад — в направлении, необычном для этого времени года. Тем не менее, из-за этого ураган попал в область с более сильными сдвигами ветра, из-за чего потерял симметрию и стал более слабым, быстро потеряв статус огромного урагана. Несмотря на ослабление сдвигов ветра, что позволило Айку вновь набрать силу, он был неустойчивым в следующие несколько дней. Пролетев около островов Теркс и Кайкос, Айк совершил свой первый выход на берег на Инагуа на Багамах в 13:00 UTC 7 сентября со скоростью ветра в 201 км/ч.

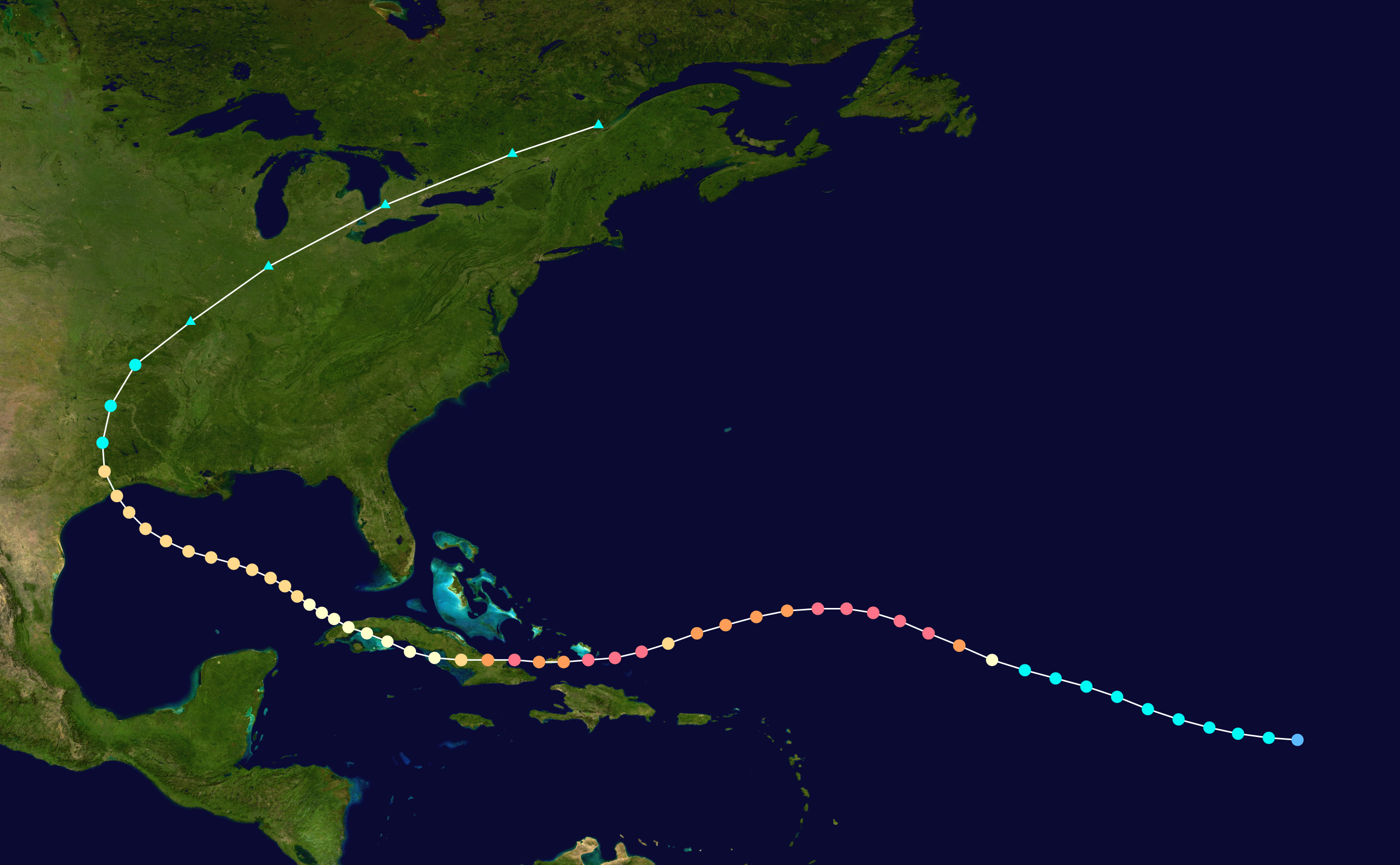
Карта пути и интенсивности Урагана Айк по шкале Саффира — Симпсона

После того, как ураган прошёл Инагуа, началось возникновение двойной «стены» вокруг глаза, что слегка его ослабило. Тем не менее, ураган мог вновь набрать силу и достигнуть 4 категории перед тем, как выйти на берег в провинции Ольгин в 00:00 UTC следующего дня. Хотя Айк и продолжал сохранять форму большую часть своего пути через Восточную Кубу, его центр разрушился к моменту, когда он подошёл к Карибскому морю. В течение следующего дня ураган двигался на запад параллельно южному берегу Кубы, временами центр урагана был в 19 км от острова. 9 сентября, примерно в 14:00 UTC, Айк вновь вышел на сушу в Кубе, на этот раз в Пинар-дель-Рио, скорость ветра в этот момент составляла 130 км/ч. Примерно шесть часов спустя Айк вошёл в Мексиканский залив слегка ослабнув.

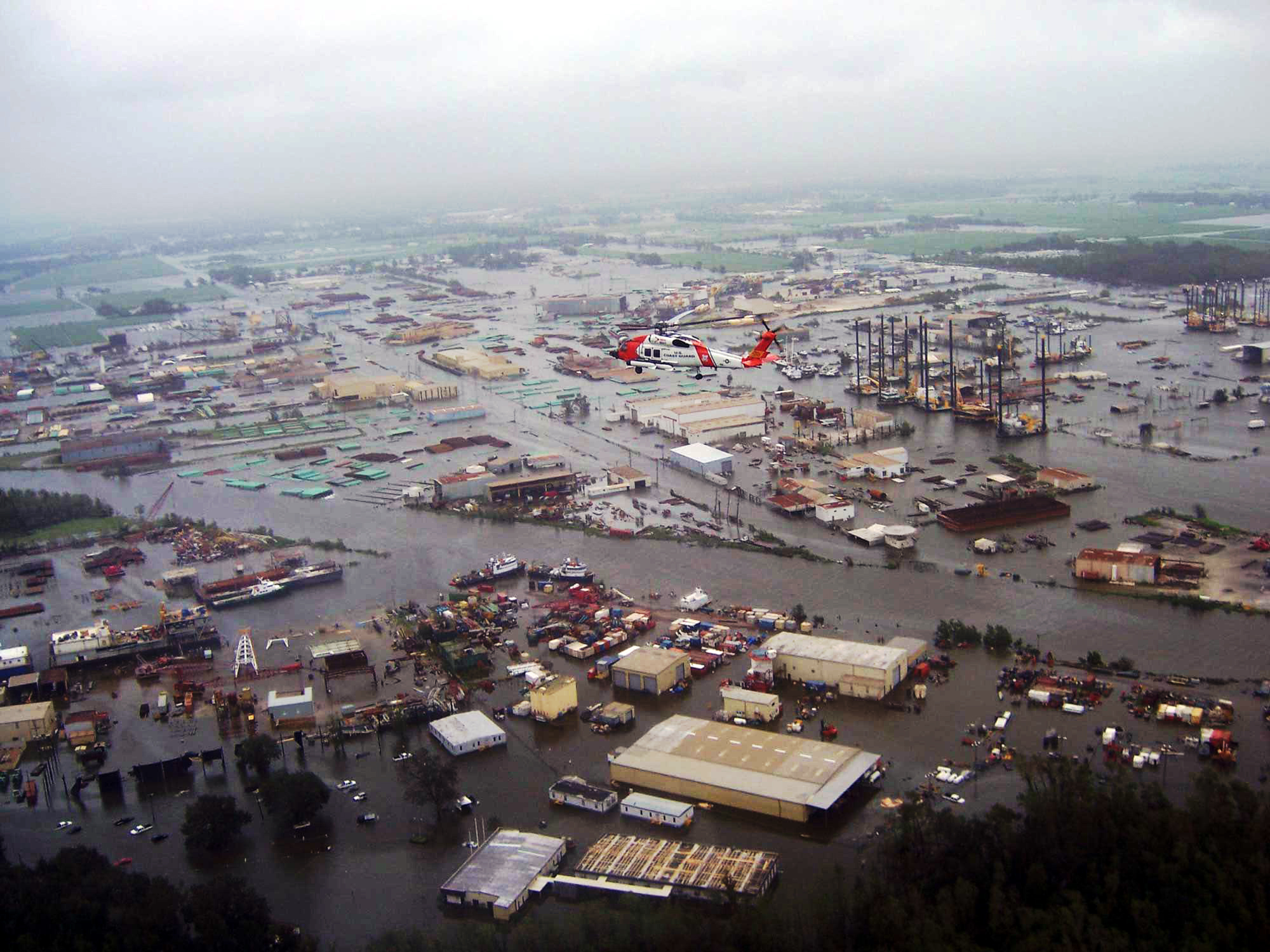
Последствия в Нью-Айбирии

Несмотря на обратное движение по воде, продолжительное взаимодействие Айка с Кубой сильно нарушило ядро системы, и вместо того, чтобы быстро укрепиться и слиться, поле ветра шторма увеличилось, и последовало лишь постепенное усиление. Из-за сравнительно небольшого внутреннего ядра шторма и интенсивности внешних дождевых полос, произошёл цикл замены стены глаза, предотвративший быстрое развитие Айка. Примерно в это время область высокого давления к северу от урагана усилилась, перемещая его западнее, чем предполагалось. Передвигаясь через тёплые воды Айк достиг второго минимума давления в 944 мбар в 0:00 UTC. Хотя сила ветра в дальнейшем усиливалась, давление только поднималось. К вечеру 12 сентября Айк достиг западной границы области высокого давления и начал поворачивать на север. Формирование глаза незадолго до выхода на сушу привело к небольшому усилению ветра, и 13 сентября в 7:00 UTC Айк вышел на берег острова Галвестон (Техас), минимальное давление в это время составляло 950 мбар, а скорость ветра — 180 км/ч (что соответствует урагану второй категории). После прохода острова Айк ослаб, продолжив движение на север, впоследствии на северо-восток, ослабнув до статуса тропического циклона к городу Палестин. К 14 сентября стал мощным внетропическим циклоном, а 15 сентября был поглощен другим циклоном вблизи реки Святого Лаврентия.